# Partido Comunista da Alemanha
O Partido Comunista de Alemanha (em alemão:  Kommunistische Partei Deutschlands - KPD) foi um partido político formado em dezembro de 1918 a partir da Liga Espartaquista, que originalmente era uma tendência revolucionária de esquerda no interior do Partido Social-Democrata da Alemanha (SPD), e do grupo Comunistas Internacionalistas da Alemanha (IKD). Ambas as correntes se opuseram à guerra, argumentando que se tratava de um conflito imperialista, no qual a classe operária não tinha nenhum interesse a defender.

## História
A Liga Spartacus era dirigida por Rosa Luxemburgo e Karl Liebknecht, que foram assassinados em janeiro de 1919.
O Partido Comunista da Alemanha acabou sofrendo uma cisão quando os comunistas internacionalistas (IKD), juntamente com outros grupos políticos, formaram o Partido Comunista Operário da Alemanha (KAPD), em abril de 1920. A partir desta cisão, o Partido passou a ser comandado por Paul Levi, e foi se tornando cada vez mais próximo ao Partido Social-Democrata Independente e ao Partido Social-Democrata, até cair sob a influência do bolchevismo russo.
Durante a ditadura nazista, o KPD foi brutalmente suprimido, e seus dirigentes, militantes e simpatizantes foram enviados a campos de concentração.
Depois da Segunda Guerra Mundial, na zona de ocupação soviética, o KPD e o SPD unificaram-se para formar o Partido Socialista Unificado da Alemanha (SED), que governaria a República Democrática Alemã até a reunificação do país, em 1990, enquanto que, no lado ocidental, o partido foi banido em 1956, assim permanecendo até a reunificação da Alemanha, quando se converteu no Partido do Socialismo Democrático da Alemanha (PDS), depois chamado Partido da Esquerda (em alemão, Die Linke), que continua sendo uma força política relevante na Alemanha hoje, especialmente no leste.

## Resultados Eleitorais
| Data    | CI.    | Votos     | %            | +/-    | Deputados | +/-    | Status            |
| ------- | ------ | --------- | ------------ | ------ | --------- | ------ | ----------------- |
| 1920    | 8.º    | 589 454   | 2,1 / 100,0  |        | 4 / 459   |        | Oposição          |
| 05/1924 | 4.º    | 3 693 280 | 12,6 / 100,0 | 10,5   | 62 / 472  | 58     | Oposição          |
| 12/1924 | 5.º    | 2 709 086 | 9,0 / 100,0  | 3,6    | 45 / 493  | 17     | Oposição          |
| 1928    | 4.º    | 3 264 793 | 10,6 / 100,0 | 1,6    | 54 / 491  | 9      | Oposição          |
| 1930    | 3.º    | 4 590 160 | 13,1 / 100,0 | 2,5    | 77 / 577  | 23     | Oposição          |
| 07/1932 | 3.º    | 5 282 636 | 14,3 / 100,0 | 1,2    | 89 / 608  | 12     | Oposição          |
| 11/1932 | 3.º    | 5 980 614 | 16,9 / 100,0 | 2,6    | 100 / 584 | 11     | Oposição          |
| 03/1933 | 3.º    | 4 848 058 | 12,3 / 100,0 | 4,6    | 81 / 647  | 19     | Oposição          |
| 11/1933 | Banido | Banido    | Banido       | Banido | Banido    | Banido | Banido            |
| 1936    | Banido | Banido    | Banido       | Banido | Banido    | Banido | Banido            |
| 1938    | Banido | Banido    | Banido       | Banido | Banido    | Banido | Banido            |
| 1949    | 5.º    | 1 361 076 | 5,7 / 100,0  |        | 15 / 402  |        | Oposição          |
| 1953    | 8.º    | 607 860   | 2,2 / 100,0  | 3,5    | 0 / 509   | 15     | Extra-parlamentar |